# Acetato de noretisterona
Acetato de noretisterona (vendido pela Schering como medicamento contraceptivo sob o nome comercial de Noristerat) é um composto sintético de progesterona que têm como função inibir a ação do estrogênio, causando a não aderência de um óvulo à parede do útero funciona como antiandrógeno (ou antagonista de andrógeno) é um composto químico capaz de bloquear ou inibir os efeitos biológicos de  androgênia masculina, acnes  seborréia e diminuição do  fluxo da menstruação.

## Posologia
O modo de usar da noretisterona vai depender das indicações descritas na bula pelo fabricante do medicamento. Normalmente, os comprimidos de Noretisterona devem começar a serem tomados 3 dias antes do início do período menstrual, sendo três comprimidos por dia, de oito em oito horas, pelo período máximo de 14 dias. A menstruação deve chegar cerca de dois a três dias após o término do tratamento.

## Efeitos Colaterais
Como efeito colateral, algumas pacientes podem ter períodos menstruais mais abundantes que o normal, mas se o medicamento for usado por apenas alguns dias, as chances de sofrer períodos abundantes ou desconfortáveis são menores.

## Contra-indicações
A noretisterona não é indicada para mulheres que utilizam pílula contraceptiva, pacientes obesas, com histórico familiar de coágulos sanguíneos, tensão arterial alta, diabetes, depressão, asma, problemas cardíacos, renais ou hepáticos, veias varicosas, fumantes ou portadoras de esclerose múltipla. Ela também não deve ser usada como método contraceptivo.